# بيتر دانيال (لاعب كرة قدم)
بيتر دانيال (بالإنجليزية: Peter Daniel)‏ (12 ديسمبر 1955 بكينغستون أبون هال في المملكة المتحدة - ) هو مدرب كرة قدم ولاعب كرة قدم بريطاني في مركز الوسط. شارك مع منتخب إنجلترا تحت 21 سنة لكرة القدم. أما مع النوادي، فقد لعب مع نادي بيرنلي ونادي سندرلاند وهال سيتي ووولفرهامبتون واندررز وMinnesota Strikers ‏ ولينكولن سيتي أف سي.

## وصلات خارجية
- بيتر دانيال على موقع قاعدة بيانات كرة القدم.إي يو (الإنجليزية)